# Licán Ray
Licán Ray – miasto w Chile, w regionie Araukania, w prowincji Cautín.